# 69. pehotna brigada (Združeno kraljestvo)
69. pehotna brigada (izvirno angleško 69th Infantry Brigade) je bila pehotna brigada Britanske kopenske vojske v času druge svetovne vojne.

## Zgodovina
Brigada, drugolinijska enota Teritorialne vojske, je bila aktivirana leta 1939 kot del 50. pehotne divizije. 
Sodelovala je v francoski kampanji leta 1940 kot del 23. pehotne divizije, ki je bila uničena. Pozneje se je vrnila v sestavo 50. pehotne divizije in sodelovala v severnoafriški kampanji, operaciji Krepak in Overlord.

## Sestava
- 6. bataljon, Green Howards
- 7. bataljon, Green Howards
- 5. bataljon, East Yorkshire Regiment

## Poveljniki
- Brig. Viscount Downe
- Brig. John Anderson Barstow
- Brig. George Watkin Eben James Erskine
- Brig. Ladas Lewis Hassall
- Brig. Edward Cunliffe Cooke-Collis
- Brig. Alexander Beville Gibbons Baronet Stanier